# زین بیخا
زین بیکا (به انگلیسی: Zain Bhikha) (متولد ۹ اوت ۱۹۷۴) خواننده و ترانه سرا مسلمان اهل آفریقای جنوبی است که تا به امروز به موفقیت فراوانی در موسیقی اسلامی دست یافته است. او همراه دیگر هنرمندان مسلمان، از جمله یوسف اسلام و داوود وارنزبی در چند آلبوم همکاری داشته و نیز خود چند آلبوم انفرادی منتشر کرده است.

## زندگی
زین بیخا در پرتوریای آفریقای جنوبی به دنیا آمده است. آلبوم اول او یک راه زندگی در سال۱۹۹۴ منتشر شد و با استقبال عالی مسلمانان آفریقای جنوبی مواجه شد. بعد از آن هم آلبوم‌های ستایش پیامبر، خوشبختی یعنی او و سیر را ارائه کرد. در سال۲۰۰۰ هم به دعوت یوسف اسلام به لندن رفت تا در ساخت آلبوم A متعلق به الله است ستارهٔ سابق موسیقی راک دنیا را همراهی کند. در سال۲۰۰۱ با داوود وارنزبی همکاری کرد تا آلبوم ایمان را تهیه کنند. آلبوم دیگر او به نام جهان ما نیز با استقبال گسترده ای مواجه شد و باعث شد نام زین بیخا میان مسلمانان تمام دنیا مطرح شود. به تازگی آلبوم کوه های مکه از زین هیخا منتشر شده و موج جدید موسیقی اسلامی باعث شده تا این آلبوم، موفقیت چشمگیری پیدا کند. او تجربیات سفر ماندگارش به خانهٔ خدا در سال ۲۰۰۴ را در این آلبوم بازگو کرده و شنوندگانش را در این تجربه شریک می کند. همچنین آلبوم خدا می داند نیز با همکاری او و داوود وارنزبی در سال۲۰۰۶ به بازار عرضه شده است.

## آلبوم‌ها
- 1996 - READ ALL ABOUT IT
- 1999 - BABY
- 2000 - Children of Heaven
- 2001 - Faith - ایمان
- 2002 - Our World - جهان ما
- 2005 - Mountains of Makkah - کوه های مکه
- 2006 - Allah Knows - خدا می داند
- 2009 - 1415: The Beginning
- 2010 - First We Need The Love
- 2010 - A Way of Life - یک راه زندگی
- 2011 - HOPE
- 2011 - Better Day